# Bandengen
Bandengen (Chanidae) vormen een familie van vissen die tot de orde van Zandvisachtigen (Gonorynchiformes) behoren. 
Er is nog één levende soort bekend in deze familie, de bandeng (Chanos chanos).

## Taxonomie
De familie is de enige nog levende familie van de onderorde Chanoidei. De taxonomie van de familie is als volgt:
Orde Gonorynchiformes (Zandvisachtigen)
Onderorde: Chanoidei
Geslacht: Aethalinopsis (uitgestorven)
Familie: Bandengen (Chanidae)
Onderfamilie: Rubiesichthyinae (uitgestorven)
Geslacht: Gordichthys (uitgestorven)
Geslacht: Rubiesichthys (uitgestorven)
Onderfamilie: Chaninae
Geslacht: Chanos
Geslacht: Dastilbe (uitgestorven)
Geslacht: Parachanos (uitgestorven)
Geslacht: Tharrhias (uitgestorven)